# Gessica Gusi
Gessica Gusi, talvolta accreditata come Jessica Gusi (Marostica, 16 aprile 1979), è una modella e showgirl italiana.

## Biografia
Nata da una famiglia di imprenditori nel campo del vetro soffiato, fin da bambina matura l'intenzione di diventare una modella, trasferendosi con la maggiore età a Milano.
Diciannovenne, nel 1998 vince a Positano il concorso di bellezza "Bellissima d'Europa", nell'ambito del programma televisivo Modamare a Positano. Nel settore della moda, diviene presto una delle modelle italiane più in voga all'inizio degli anni 2000, apparendo come testimonial nelle campagne pubblicitarie di Biopoint, Casall, Eurocace, Jeannot e Yamamay, e guadagnando le copertine delle edizioni italiane di GQ e Maxim.
In campo televisivo, nel 2000 partecipa ai provini per il game show di Rai 1, Quiz Show, venendo scelta per essere Donna Fortuna, la valletta del conduttore Amadeus; il ruolo – una presenza muta, col compito di consegnare le domande del quiz – le porta una discreta popolarità presso il grande pubblico nella prima parte del decennio, ma è anche preso di mira dalla critica per via della tipologia di donna da lei interpretata nello show.
La notorietà derivata la porta poi a entrare, nel 2002, nel cast di Convenscion, programma comico di Rai 2, dove oltre a ricoprire il ruolo di showgirl prende anche parte ad alcune esibizioni comiche.

## Agenzie
- 2pm Model Management, Copenaghen
- Major Model Management, Milano

## Programmi TV
- Quiz Show (2000-2002)
- Convenscion (2002)